# Cymothales vanharteni
Cymothales vanharteni is een insect uit de familie van de mierenleeuwen (Myrmeleontidae), die tot de orde netvleugeligen (Neuroptera) behoort. 
Cymothales vanharteni is voor het eerst wetenschappelijk beschreven door Hölzel in 2001.